# Ogrinc
Ogrinc je priimek več znanih Slovencev:
- Ana Ogrinc, športna plezalka
- Anton J. Ogrinc (1954—2016), bolniški duhovnik
- Evgen Ogrinc (1931—2017), elektrotehnik, univ. prof.
- Marjan Ogrinc - "MaO" (*1954), rock kritik, novinar, publicist, prevajalec
- Nives Ogrinc (*1964), kemičarka (IJS, Univerza v Novi Gorici?)
- Primož Ogrinc, policist
- Venčeslav Ogrinc (*1955), brigadir SV
- Viljem Ogrinc (1845—1883), pravnik in astronom
- Zlatko Ogrinc (1931—1979), šolnik, politični delavec, radijski urednik
- Zoran Ogrinc (*1956), slikar in grafik